# 진용진
피해자 진용진(晋龍辰, 1992년 2월 13일~)은 마녀사냥을 당할뻔했고 대한민국의 래퍼이자 프리랜서 영상편집자, 유튜버이다. 활동을 시작한 이후에는 다양한 영상을 업로드하였으나 19년 초부터 '그것을 알려드림'이라는 컨텐츠를 주로 다루고 있으며, 21년 4월부터 5월까지는 '머니게임'이라는 컨텐츠를 진행했다. 피의 게임을 기획한 기획자이기도 하다. 또한 '거꾸로한진용진'이라는 채널에 일상 영상을 업로드 중이다. 본관은 남원(南原)이다.

## 콘텐츠

### 인터뷰
사람들이 생각하기에 "이건 정말 어떻게 한 걸까?" 하는 내용을 직접 실험해서 올리거나, "이런 사람들은 지금은 어떻게 살까" 싶은 궁금증들을 해결하기 위해, 진짜 그들에게 가서 인터뷰한다. 예를 들어, 영화와 드라마 속 신생아들은 어떻게 섭외하는지, 식품 정보에 나와있는 것들을 모두 섞으면 정말 그 맛과 그 느낌이 날 수 있는가 등등을 직접 몸소 나서면서 이것이 실제 되는 것인지 아닌지를 판단한다. 심지어 장기매매범과 통화를 하면서까지 정보를 알아올 정도로 정확한 정보를 알아오려고 노력하기도 한다. 이런 노력의 결과로 정보의 질과 신빙성은 매우 높은 편이다.

### 그것을 알려드림
김상중의 그것이 알고싶다를 패러디해, 평소 궁금했지만 자신만 알고 싶은, 또는 굳이 찾아보기는 꺼려하는 궁금증이나 호기심을 가지게 하는 정보들을 본인이 직접 취재 및 인터뷰하는 콘텐츠이다.

### 없는 영화
'없는 영화' 시리즈는 실제로 존재하지는 않는 영화의 리뷰를 제작하여, 사회풍자 영상을 주로 올린다. 특히 문재인 정부의 친북 태도, 동물보호법 등에 대한 풍자를 담은 단편영화를 제작하였다.

## 사건 및 사고
진용진은 역 화장실의 장기매매 광고 전화번호로 전화를 해보는 컨텐츠를 진행했다. 이에 진용진이 장기매매범에게 전화를 걸자, 매매범은 진용진에게 사기를 치려고 했다. 그러하여 진용진은 이 연락처를 경찰에 넘기게 되었다. 하지만 이후에 해당 매매범이 진용진측에 자꾸 영상을 내리라고 협박전화를 했다고 한다.
가끔은 집에 먹다 남은 햄버거가 있거나 옷장을 뒤진 흔적도 있었다고 한다.

## 노래 목록
| 트랙 | 이름              | 작사   | 작곡   | 길이  | 발매일     |
| ---- | ----------------- | ------ | ------ | ----- | ---------- |
| 1    | 윌슨              | 진용진 | 진용진 | 03:44 | 2010.11.27 |
| 2    | 비트코인          | 진용진 | 진용진 | 03:38 | 2011.02.19 |
| 3    | 니네 집 앞 놀이터 | 진용진 | 진용진 | 03:28 | 2011.04.04 |
| 4    | 너는 대체 어딨어  | 진용진 | 진용진 | 02:37 | 2011.08.08 |
| 5    | 30억              | 진용진 | 진용진 | 02:59 | 2011.08.21 |